# Coincya monensis
Coincya monensis, zeljasta biljka iz porodice krstašica. Rasprostranjena je po zapadnoj Europi Francuska (uključujući Korziku), Njemačka, Velika Britanija i Isle of Man, Italija, Portugal, i Španjolska, te u Maroku. U Sjevernu Ameriku je uvezena.
Uglavnom je dvogodišnja biljka, ali u nekim krajevima Amerike mogu biti jednogodišnje, dvogodišnje i višegodišnje. Postoji nekoliko podvrsta.

## Podvrste
1. Coincya monensis subsp. cheiranthos (Vill.) C.Aedo Pérez, Leadlay & Muñoz Garm.
2. Coincya monensis var. granatensis (O.E.Schulz) Leadlay
3. Coincya monensis var. johnstonii (Samp.) Leadlay
4. Coincya monensis subsp. nevadensis (Willk.) Leadlay
5. Coincya monensis subsp. orophila (Franco) C.Aedo Pérez, Leadlay & Muñoz Garm.
6. Coincya monensis subsp. puberula (Pau) Leadlay
7. Coincya monensis var. setigera (J.Gay ex Lange) Leadlay

## Sinonimi
- Brassica monensis (L.) Huds.
- Brassicella coincyoides Humbert & Maire
- Brassicella monensis (L.) O.E.Schulz
- Coincya coincyoides (Humbert & Maire) Greuter & Burdet
- Coincya pseudoerucastrum subsp. coincyoides (Humbert & Maire) Rivas Mart.
- Erucastrum monense (L.) Link
- Hutera coincyoides (Humbert & Maire) Gómez-Campo
- Hutera monensis (L.) Gómez-Campo
- Rhynchosinapis monensis (L.) Dandy
- Rhynchosinapsis coincyoides (Humbert & Maire) Fern.Casas
- Sinapis monensis (L.) Bab.
- Sisymbrium monense L.

- C. monensis
- C. monensis